# Alexandra Bozovic
Alexandra Bozovic (15 februari 1999) is een tennisspeelster uit Australië. Bozovic begon op achtjarige leeftijd met het spelen van tennis. Haar favoriete ondergrond is hardcourt. Zij speelt rechtshandig en heeft een tweehandige backhand. Zij is actief in het internationale tennis sinds 2014.

## Loopbaan
In 2020 verkreeg Bozovic een wildcard voor het damesdubbelspel van het Australian Open, samen met landgenote Amber Marshall. Daarmee had zij haar debuut op de grandslamtoernooien.
In september 2022 won zij haar eerste twee ITF-enkelspeltitels in Darwin (Australië).

## Posities op deWTA-ranglijst
Positie per einde seizoen:
| jaar | rang enkelspel | rang dubbelspel |
| ---- | -------------- | --------------- |
| 2016 | 1164           | 1109            |
| 2017 | 618            | 704             |
| 2018 | 386            | 382             |
| 2019 | 489            | 349             |
| 2020 | 451            | 382             |
| 2021 | 450            | 508             |
| 2022 | 315            | 226             |

## Resultaten grandslamtoernooien
| Legenda | Legenda                          |
| ------- | -------------------------------- |
| g.t.    | geen toernooi gehouden           |
| l.c.    | lagere categorie                 |
| –       | niet deelgenomen                 |
| G       | uitgeschakeld in de groepsfase   |
| 1R      | uitgeschakeld in de eerste ronde |
| 2R      | uitgeschakeld in de tweede ronde |
| 3R      | uitgeschakeld in de derde ronde  |
| 4R      | uitgeschakeld in de vierde ronde |
| KF      | uitgeschakeld in de kwartfinale  |
| HF      | uitgeschakeld in de halve finale |
| F       | de finale verloren               |
| W       | het toernooi gewonnen            |
| w-v     | winst/verlies-balans             |

### Enkelspel
geen deelname

### Vrouwendubbelspel
| toernooi        | 2020 |    | 2022 | 2023 |
| --------------- | ---- | -- | ---- | ---- |
| Australian Open | 1R   | 1R | 1R   |      |
| Roland Garros   | –    | –  | –    |      |
| Wimbledon       | g.t. | –  | –    |      |
| US Open         | –    | –  |      |      |